# Provincia de Cercado (Cochabamba)
Cercado es una provincia de Bolivia, ubicada en el departamento de Cochabamba, esta provincia cuenta con un solo municipio y es Cochabamba, que a su vez es la ciudad capital del departamento homónimo. es la provincia con mayor densidad de población en el departamento, se sitúa a una altura aproximada de 2500 m s. n. m. La extensión de la jurisdicción municipal es de alrededor de 30 mil hectáreas, de las que 18 mil están ocupadas por la mancha urbana, 10% lo constituyen, montañas y cerros que rodean el valle en media luna, un 2% ríos, lagos, lagunillas y colinas. Se encuentra ubicada al suroeste del departamento de Cochabamba, forma parte de la región metropolitana de Kanata (ex valle central) y junto a los municipios de Colcapirhua, Quillacollo, Tiquipaya y Sacaba, conforma un gran espacio urbano también llamado La gran llajta. Limita al Norte y Este con la Provincia Chapare, al oeste con la provincia Quillacollo y al sur con la provincia Capinota y la Provincia de Esteban Arze. Tiene una superficie de 391 kilómetros cuadrados. En cuanto a extensión territorial, ocupa el lugar décimo quinto de las 16 provincias que conforman el Departamento de Cochabamba, lo que le da una densidad de población aproximada de 1616.4 hab./km² lo que la convierte en la provincia con mayor densidad de población en el país.

## Historia

### Habitantes y población
El primer habitante español del valle fue Garci Ruiz de Orellana en 1542. Compró la mayor parte de la tierra a los jefes tribales locales Achata y Consavana mediante un título registrado en 1552 en la Ciudad Imperial de Potosí. El precio pagado fue de 130 pesos. Su residencia, conocida como la Casa del Mayorazgo, se encuentra en el barrio de Cala Cala.
En términos de demografía étnica en 1793 muestra que la ciudad tenía una población de 22.305 personas, constaba de los siguientes grupos en orden de prevalencia:  Había 12.980 mestizos (mezcla de indígenas y españoles), 6.368 españoles y europeos, 1.600 criollos (personas de ascendencia europea). 1.182 indígenas (principalmente de etnia Quechua y Aimara), 1.600 mulatos (mezcla de indígenas y africanos) y 175 esclavos africanos.

### Migración
Recibe numerosos inmigrantes de las ciudades y provincias de los departamentos de Oruro, La Paz, Potosí por el occidente, Chuquisaca junto a Tarija por los valles y Beni junto a Santa Cruz por el oriente aunque este último no en su gran mayoría. Las zonas noroeste, sudoeste, y especialmente la zona sur es el destino de muchos migrantes que llegan a la ciudad de Cochabamba. Según datos del Censo 2001, el 37,9% de la población que reside en esta provincia son migrantes. El número absoluto de migrantes recientes es de 78 mil 474 personas, esto significa que cada año se han establecido en la ciudad más de 15 mil personas durante el periodo mencionado.

## Demografía
De acuerdo con el censo boliviano de 2024, la población de la provincia de Cercado es de 661 484 habitantes.
La población de la provincia ha aumentado en más de la mitad en las últimas tres décadas:
| Año  | Habitantes | Fuente |
| ---- | ---------- | ------ |
| 1992 | 414 307    | Censo  |
| 2001 | 517 024    | Censo  |
| 2012 | 630 587    | Censo  |
| 2024 | 661 484    | Censo  |

## División administrativa
| Comunas de la ciudad de Cochabamba | Comunas de la ciudad de Cochabamba | Comunas de la ciudad de Cochabamba | Comunas de la ciudad de Cochabamba | Comunas de la ciudad de Cochabamba | Comunas de la ciudad de Cochabamba                                                 |  |
| #                                  | Comunas                            | Distritos                          | Zonas/Barrios | Población                          | Avenidas y calles principales                                                      |  |
| ---------------------------------- | ---------------------------------- | ---------------------------------- | --- | ---------------------------------- | ---------------------------------------------------------------------------------- |  |
| 1                                  | Adela Zamudio                      | 10 - 11 12                         | Zona Noroeste, Zona Muyurina, Zona La Cuadras, Zona Sarco, Zona Cala Cala, Zona Queru queru, Zona Tupuraya, Zona Hipódromo.                                                           | 119,710                            | Av. América & Av.Uyuni                                                             |  |
| 2                                  | Alejo Calatayud                    | 5 - 8                              | Zona La Maica, Zona Jaihuayco, Zona Lacma, Zona Ticti Sud, Zona Valle Hermoso, Zona Ushpa Ushpa.                                                                                      | 101,368                            | Av. Panamericana & Av. 6 de Agosto                                                 |  |
| 3                                  | Itocta                             | 9 - 15                             | Zona Tamborada Pucarita, Zona Primero de Mayo, Zona Pucara Grande Norte, Zona Pucara Grande Sur, Zona Pucara Grande Oeste, Zona Valle Hermoso Oeste, Zona Khara Khara, Zona Arrumani. | 131,295                            | Avenida. Petrolera                                                                 |  |
| 4                                  | Molle                              | 3 - 4                              | Zona Sarcobamba, Zona Chiquicollo, Zona Chimba, Zona Villa Busch, Zona Coña Coña. | 91,442                             | Av D'Orbigni, Av. Beiging, Av Juan Pablo II, Av. Melchor Pérez, Av. Víctor Ustariz |  |
| 5                                  | Tunari                             | 1 - 2 - 13                         | Zona Alto Aranjues, Zona Mesadilla, Zona Mayorasgo, Zona Condebamba, Zona Temporal, Zona Alto Queru Queru.                                                                            | 90,026                             | Av. 1.ª y 2.ª Circunvalación, Av. Melchor Pérez de Olguín, Av. Atahuallpa.         |  |
| 6                                  | Valle Hermoso                      | 6 - 7 - 14                         | Zona Alalay Norte, Zona Alalay Sur. | 98,167                             | Circuito Bolivia Av. Barranca                                                      |  |